# Hudukkâ

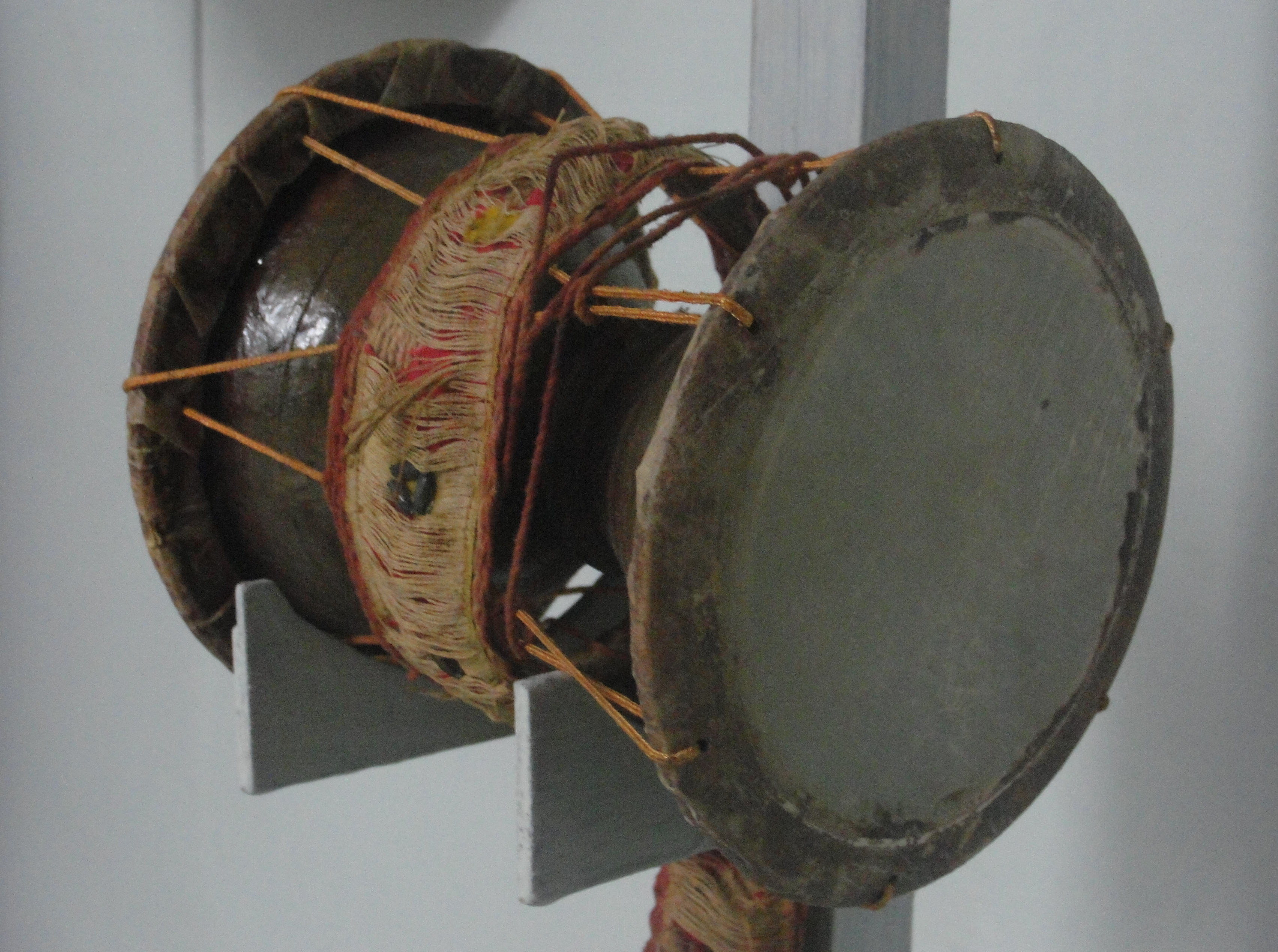

L'hudukkâ, huruk, hurkî, hurko, hudko, utukkai, udukkai ou udukku est une famille d'instruments de percussion de l'Inde et du Népal. C'est un ancien tambour en sablier similaire au damaru du Nord et à l'idakka du Sud,. Il est toujours utilisé dans la musique kéralaise rituelle par la caste des Mârârs, dans les ballades martiales de la musique rajasthanie, dans les rituels chamaniques et toutes formes de danses folkloriques. Vu son faible encombrement, il accompagne aussi les musiciens itinérants. Ces tambours se caractérisent par une tension modifiable de la hauteur du son lors du jeu et ont donc une vocation mélodique autant que rythmique.

## Hudukkâ
Connu depuis le XIIIe siècle, c'est un tambour en tonneau converti en sablier par l'adjonction de larges membranes débordantes aux extrémités. Le kuddukâ est similaire, mais n'a pas de grelotet se joue à la baguette.
Facture
Long de 48 cm pour 18 cm de diamètre, le corps de l'instrument est taillé dans du bois. Les membranes en peau de vache ou de chèvre sont collées sur un épais (2 cm) anneau (22 cm de diamètre) en fibre végétale percé de six trous où passe une corde de tension en coton permettant aussi le maintien en place de la membrane par un laçage en W. Des grelots sont fixés sur le laçage.
Jeu
Ce tambour d'aisselle est suspendu au moyen d'une lanière à l'épaule gauche du percussionniste. La main droite frappe la peau tandis que la main gauche assure les variations de tensions en serrant la partie centrale du cordage recouverte d'une large bande de coton.

## Huruk
Connu depuis le XVIe siècle en Inde du nord. Il reçoit diverses appellations : hurki (Uttar Pradesh), dâk ou deru (Rajasthan), daklû (Gujarat) et guruki (Maharashtra).
Facture
Il est long de 25 cm avec des membranes en chèvre de 15 cm de diamètre, attachées sur un anneau de bambou ou de figuier débordant du corps de l'instrument. Elles sont maintenues par un laçage en coton en Y passant par six trous. À la jonction des cônes inversés, une bandoulière vient se rattacher.
Jeu
La main gauche saisit le laçage et maintient l'instrument tandis que seul la droite le frappe sur la seule face avant. L'instrument accompagne le karkâ (ballade martiale du Rajasthan et du Punjab) et les danses folkloriques.

## Hudko
On le trouve autant en Inde septentrionale qu'au Népal.
Facture
Le corps long de 30 cm est creusé au tour ;le métal remplace parfois le bois. La partie resserrée abrite un petit trou permettant la « respiration » de l'instrument. Les membranes en chèvre sont fixées sur des anneaux lacés au moyen d'une cordelette assurant une tension variable.
Jeu
Il est porté en bandoulière et joué par les intouchables. C'est encore la main gauche qui maintient l'instrument en le saisissant à la partie centrale tout en variant la tension et donc la hauteur du son, alors que la droite frappe la seule face de jeu. Il accompagne les danses folkloriques mais aussi les rituels chamaniques jâgar.

## Udukku
L' udukku (Kerala) et l'utukkai (Tamil Nadu) ressemblent au huruk. Ils reçoivent aussi d'autres appellations : tudi, idaisurangu parai et davandai (plus grand et plus épais, joué à la baguette).
Facture
Le corps est parfois en cuivre ou en terre cuite. Ils ont en outre un timbre en métal ou fibre végétale ou animale sous la membrane gauche assurant un buzz spécifique.
Jeu
On en joue dans les temples lors des rituels où il remplace parfois l'idakka. Il accompagne aussi les chants de récoltes viladichanpate.